# Marquee Club

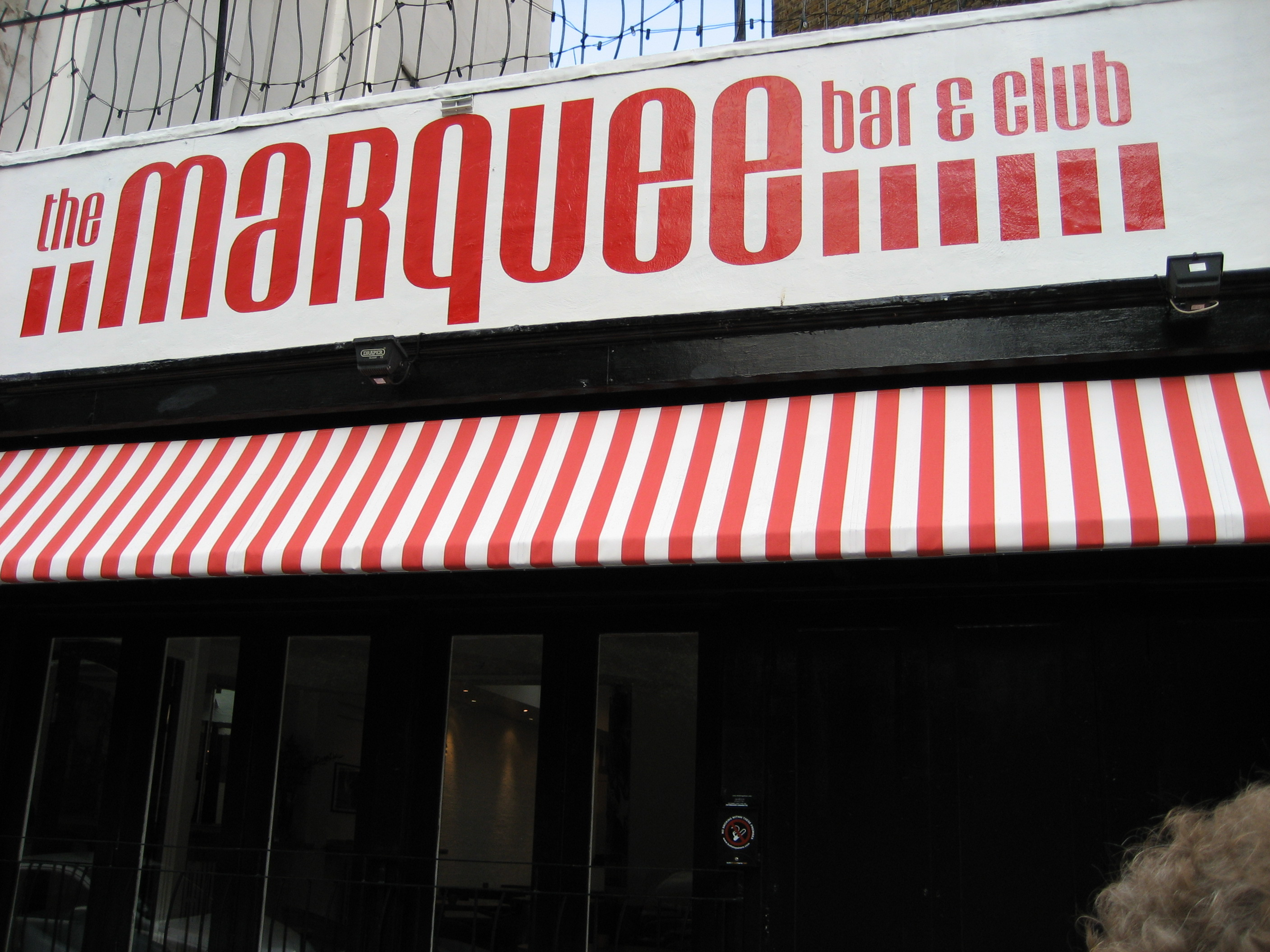
Marquee Club in 2007

The Marquee Club, kortweg The Marquee, was tussen 1958 en 1996 een bekende muziekclub in het hartje van de Londense muziekwereld in de West End. De club sloot de deuren in 1996 toen ze gevestigd was in Charing Cross Road. In het eerste decennium van de 21e eeuw werd een drietal keren tevergeefs geprobeerd de club weer nieuw leven in te blazen.
The Marquee (de naam is waarschijnlijk afgeleid van de rood-witte markies aan de voorgevel van de club in 1958) was het trefpunt voor het eerste optreden van allerhande groepen die later wereldberoemd zouden worden. Het allereerste live optreden van The Rolling Stones vond er plaats op 12 juli 1962.
Er was in die tijd vaak geen vaste affiche. Om te weten welke optredens er die avond waren gepland, moest men naar “The Ship”, een nabijgelegen pub.

## De jaren 1960
Bij de opening in Oxford Street in 1958 bracht de club vooral jazz- en skiffle-optredens, maar The Marquee kreeg de grootste bekendheid tussen 1964 en 1988 toen ze verhuisd waren naar Wardour Street in Soho. In die periode verzorgde elke rockband met enige naam er een optreden op het piepkleine podium, waaronder The Rolling Stones, The Yardbirds, Led Zeppelin, The Who, King Crimson, Yes, Jethro Tull, The Jimi Hendrix Experience, Pink Floyd etc.

## De jaren 1970
Alhoewel punk niet echt thuishoorde in The Marquee, kon de club er niet omheen en de club organiseerde dan ook in de late jaren 1970 geregeld punk- en new wave-optredens voor groepen als The Boys, Eddie and the Hot Rods, The Stranglers, Generation X, London, The Police, XTC, Skrewdriver, The Sinceros, Buzzcocks,  Adam & the Ants, The Jam, Joy Division, The Sound en The Cure.
In de diezelfde periode was The Marquee nog steeds de ontmoetingsplaats voor reguliere rockbands, onder anderen Dire Straits, Alexis Korner, Steve Hillage, Rory Gallagher, Racing Cars en The Enid.

## De jaren 1980
In de eerste helft van dit decennium werd The Marquee een belangrijke ontmoetingsplaats voor de zgn. New Wave of British Heavy Metal (NWOBHM) met optredens van onder andere Def Leppard, de Finse  Hanoi Rocks, The Babysitters, Quireboys. Angel Witch, Diamond Head, Witchfynde en Praying Mantis. Het optreden van Iron Maiden werd in The Marquee gefilmd voor een aflevering van de reeks 20th Century Box, een jongerenprogramma van London Weekend Television.
Maar The Marquee was in die tijd ook bekend voor de revival van de progressieve rockmuziek met onder andere Marillion, Twelfth Night, Quasar, Mach One, Haze, Cardiacs, … Ook indie en new wave kwamen geregeld aan bod.
Na het succes van hun tweede lp L'Apache in 1982 trad ook de Belgische rockgroep TC Matic op in The Marquee.

## Incognito-optredens
Het grote succes en de unieke sfeer van de club verleidden bekende artiesten nogal eens tot een incognito optreden. Deze “geheime” optredens werden vaak aangekondigd onder een aangenomen naam opdat ze enkel zouden worden herkend door de fans van het eerste uur. The Jam bijvoorbeeld trad op als “John's Boys” en Genesis als “Garden Wall”. Het gastoptreden van Iron Maiden werd op de affiche aangekondigd als "A Fun Night With The Entire Population of Hackney". Metallica speelde in het voorprogramma van Metal Church onder de naam “Vertigo”. Metallica werd aangekondigd als een groepje dat slechts een paar keer in het openbaar was opgetreden.

## De nadagen vanThe Marquee
In 1988 werd de site rond Wardour Street verkocht voor een renovatieproject en The Marquee moest alweer verhuizen, deze keer naar een ruimere locatie in Charing Cross Road. Het is hier dat de Amerikaanse metalband Dream Theater op 23 april 1993 hun eerste livealbum, Live at the Marquee, opnam. Maar ook hier moest The Marquee in 1996 de deuren sluiten wegens een  stadsvernieuwingsproject.
In 2001 werd de naam opgekocht door een stel ondernemers (met onder andere Dave Stewart van de Eurythmics). De naam werd gebruikt voor een totaal nieuwe club in het Londense district Islington, maar in 2003 sloot de nieuwe Marquee de deuren wegens financiële problemen.
In 2004 opende een nieuwe eigenaar, Nathan Lowry, de Marquee op Leicester Square in het hartje van de Londense West End. De club kende aanvankelijk enig succes met bekende bands, bijv.  Razorlight, The Feeling en The Magic Numbers. 18 maanden na de opening sloot ook deze club de deuren.
In augustus 2007 was er een nieuwe Marquee Club in Upper Saint Martins Lane in Covent Garden.  Alweer bleef het succes uit en de club sloot definitief de deuren op 10 februari 2008.

## De naam leeft voort
De naam van de oude Marquee Club leeft voort in het “Live at the Marquee”, een jaarlijks muziekfestival tijdens de zomermaanden in het Ierse Cork.
De term werd en wordt voorts nogal eens gebruikt voor (vaak overdekte) festivaltenten in Vlaanderen, bijv. op het Casa Blanca-festival, Graspop, Rock Werchter en Pukkelpop.